# Cité et Comté de Saint-Jean
Cité et Comté de Saint-Jean était une circonscription électorale fédérale du Nouveau-Brunswick, Canada, dont le représentant a siégé à la Chambre des communes de 1867 à 1914. 

## Histoire
Cette circonscription a été créée par l'Acte de l'Amérique du Nord britannique en 1867, elle correspondait au Comté de Saint-Jean (la ville de Saint-Jean possédant la sienne, à savoir la circonscription de Cité de Saint-Jean) et faisait partie des 15 circonscriptions fédérales originelles. Elle fut abolie en 1914 lorsqu'elle fusionna avec les circonscriptions de Cité de Saint-Jean et King's et Albert pour former la nouvelle circonscription de Saint-Jean—Albert.

## Liste des députés successifs
Cette circonscription fut représentée par les députés suivants (deux députés de 1872 à 1892) :
| Législature | Date élection     | Député                                          | Profession                 | Parti                   |
| ----------- | ----------------- | ----------------------------------------------- | -------------------------- | ----------------------- |
| 1re         | 7 août 1867       | John Hamilton Gray                              | Avocat                     | Conservateur            |
| 2e          | 20 juillet 1872   | Isaac Burpee et Acalus Lockwood Palmer          | Homme d'affaires et avocat | Libéral pour les deux   |
| +           | 1er décembre 1873 | Isaac Burpee                                    | Homme d'affaires           | Libéral                 |
| 3e          | 22 janvier 1874   | Isaac Burpee et Acalus Lockwood Palmer          | Homme d'affaires et avocat | Libéral pour les deux   |
| 4e          | 17 septembre 1878 | Isaac Burpee et Charles Wesley Weldon           | Homme d'affaires et avocat | Libéral pour les deux   |
| 5e          | 20 juin 1882      | Isaac Burpee et Charles Wesley Weldon           | Homme d'affaires et avocat | Libéral pour les deux   |
| ++          | 20 octobre 1885   | Charles Arthur Everett                          | Marchand                   | Conservateur            |
| 6e          | 22 février 1887   | Charles Nelson Skinner et Charles Wesley Weldon | Avocat tous les deux       | Libéral pour les deux   |
| 7e          | 5 mars 1891       | John Douglas Hazen et Charles Nelson Skinner    | Avocat tous les deux       | Conservateur et Libéral |
| +++         | 22 novembre 1892  | John Alexander Chesley                          | Fondeur                    | Conservateur            |
| 8e          | 23 juin 1896      | Joseph John Tucker                              | Homme d'affaires           | Libéral                 |
| 9e          | 7 novembre 1900   | Joseph John Tucker                              | Homme d'affaires           | Libéral                 |
| 10e         | 3 novembre 1904   | Alfred Augustus Stockton                        | Avocat                     | Conservateur            |
| ++++        | 18 septembre 1907 | William Pugsley                                 | Avocat                     | Libéral                 |
| 11e         | 26 octobre 1908   | William Pugsley                                 | Avocat                     | Libéral                 |
| 12e         | 21 septembre 1911 | John Waterhouse Daniel                          | Médecin                    | Conservateur            |
| +++++       | 27 octobre 1911   | John Douglas Hazen                              | Avocat                     | Conservateur            |

+ Élection partielle à la suite de la nomination de M. Burpee au poste de Ministre des Douanes (pas de changement pour M. Palmer)
++ Élection partielle à la suite du décès de M. Burpee (pas de changement pour M. Weldon)
+++ Élection partielle à la suite de la démission de M. Skinner
++++ Élection partielle à la suite du décès de M. Stockton
+++++ Élection partielle à la suite de la démission de M. Daniel